# Långtjärnen (Grythyttans socken, Västmanland, 660897-142973)
Långtjärnen är en sjö i Hällefors kommun i Västmanland och ingår i Göta älvs huvudavrinningsområde. Sjön är 12,2 meter djup, har en yta på 0,016 kvadratkilometer och befinner sig 177 meter över havet.